# 별목련
별목련은 목련과의 식물이다. 나무의 높이는 약 4m이며 어린 가지와 눈에 털이 빽빽히 나있다. 잎은 어긋나며 잎자루는 짧고 긴 타원형이다. 길이는 4~12cm이다. 어린 잎 뒷면에는 잎맥을 따라 잔털이 있다.

## 갤러리

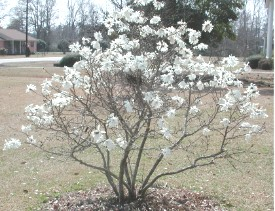
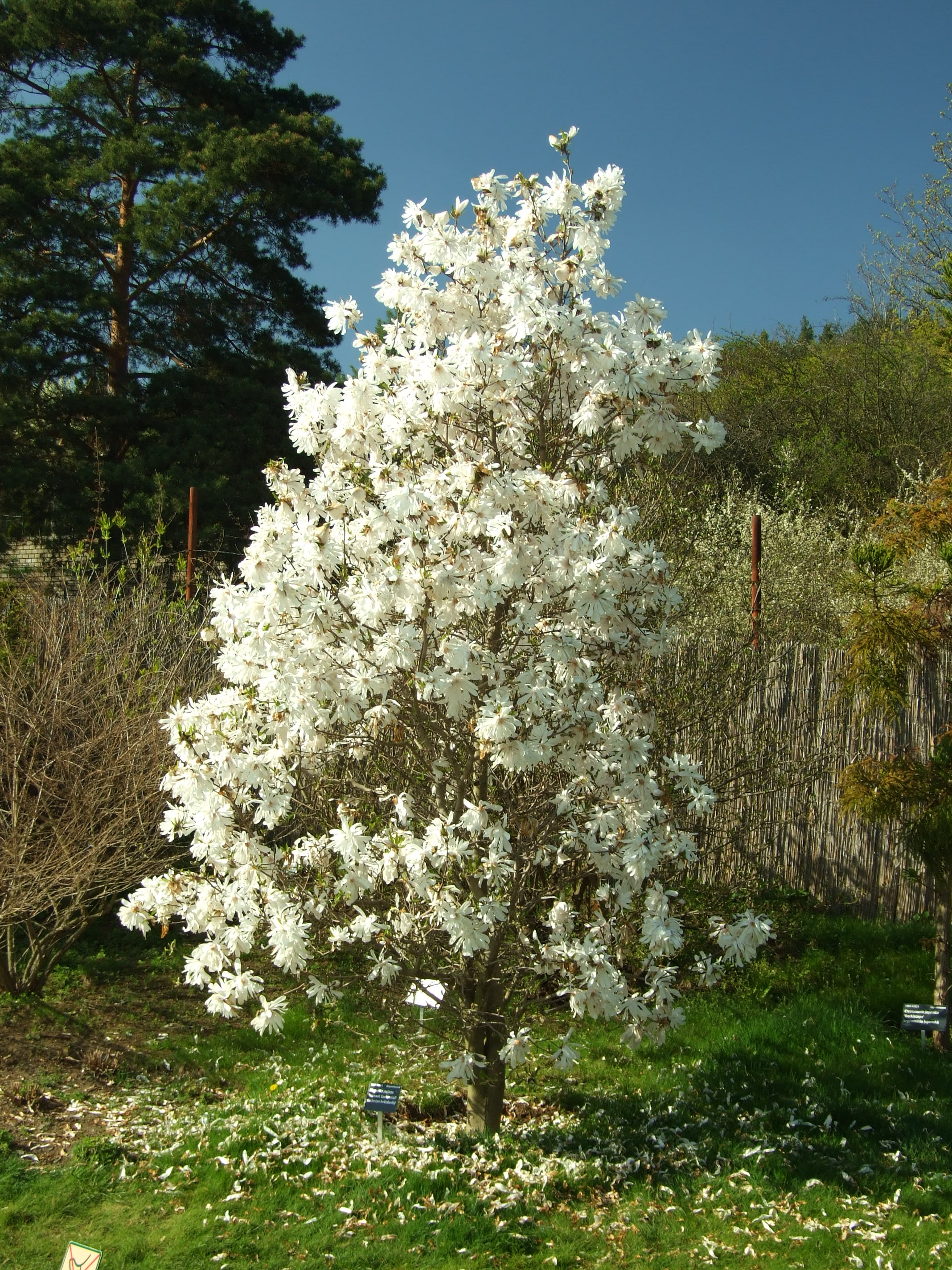
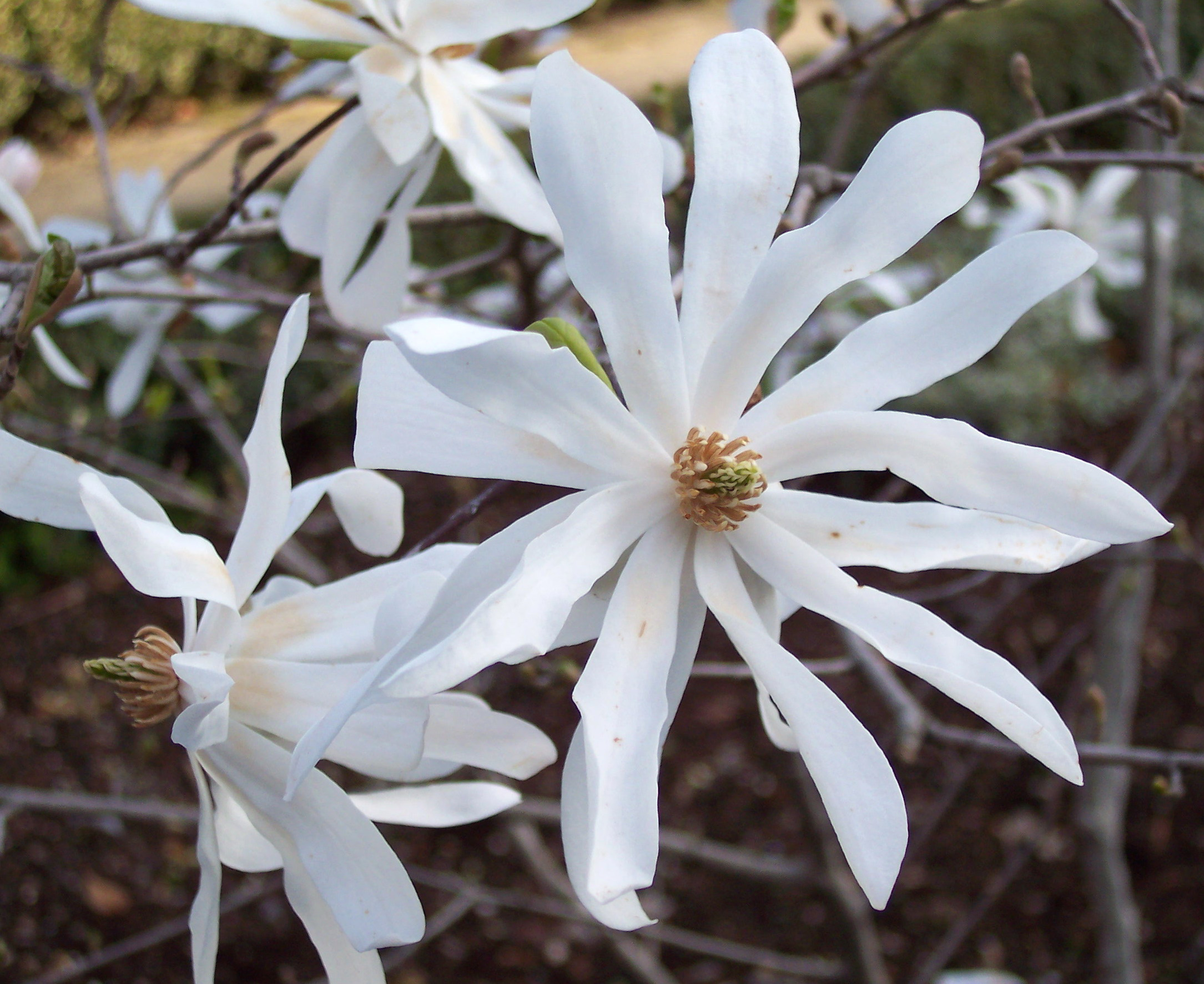
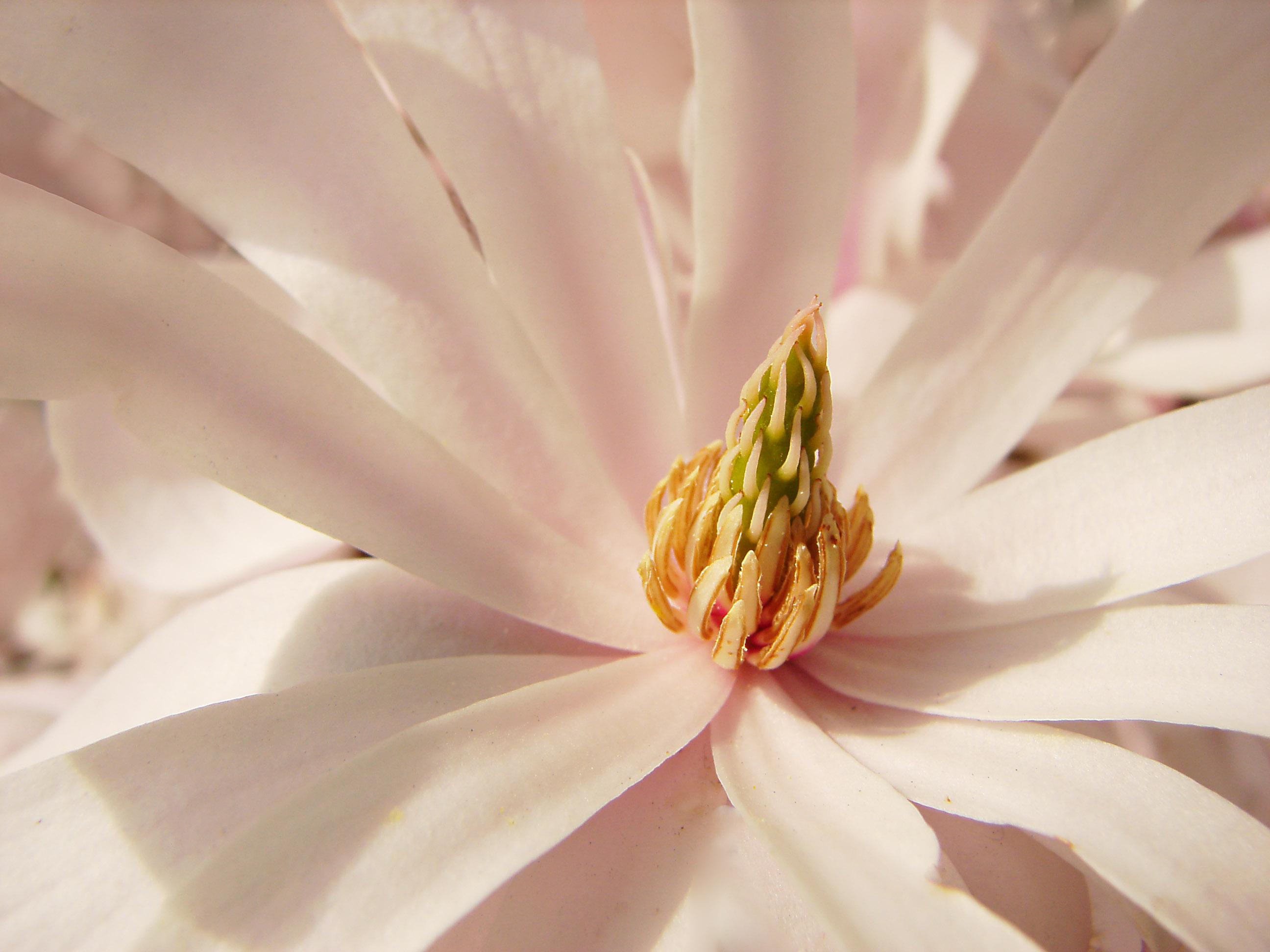